# 社區網路

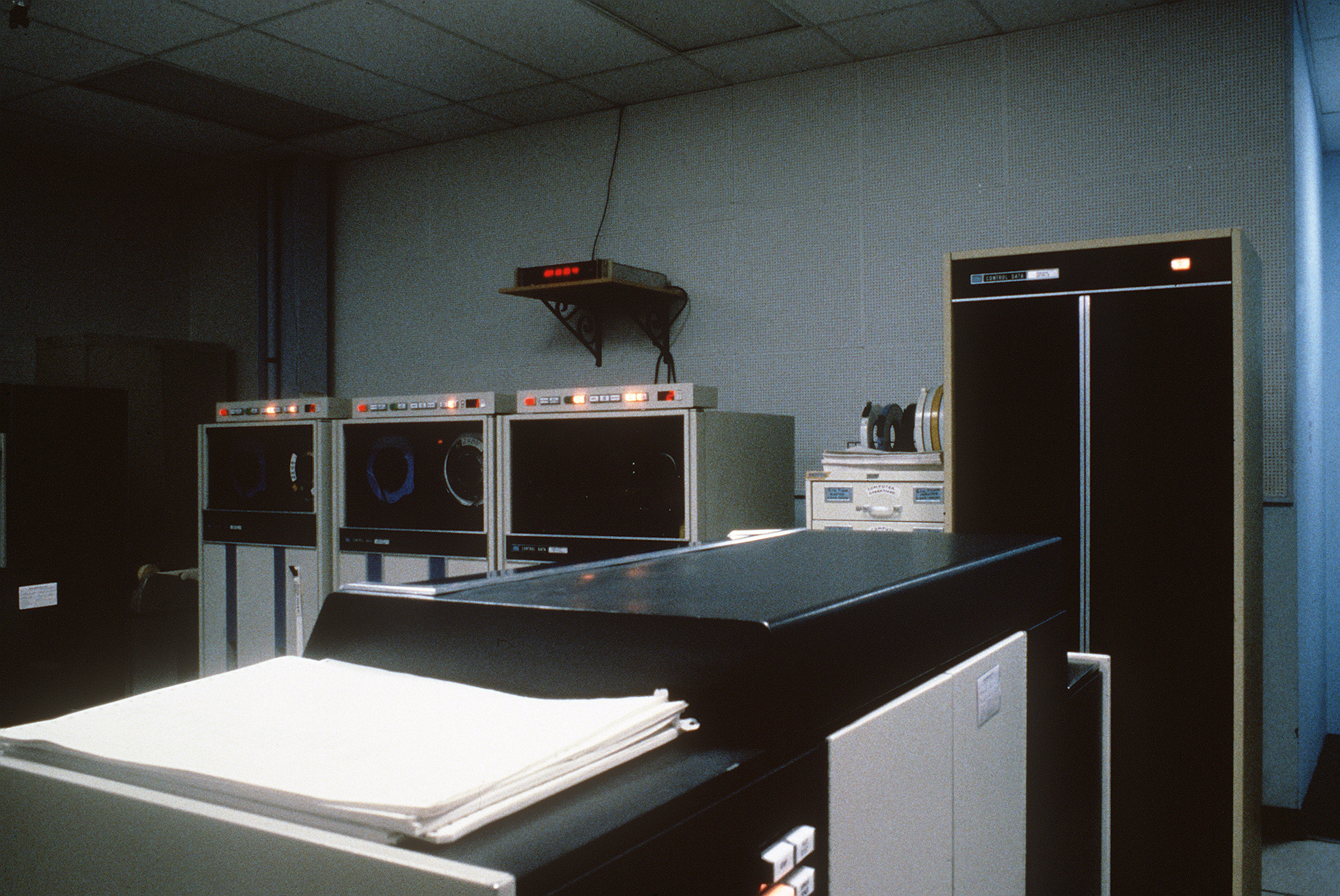
大樓底層的網路機房

社區網路是指使用者透過網路供應商在社區所建立的機房或主機線路，進而連接到網際網路。由此區域範圍內之用戶共同使用。就好比學校的宿舍網路，辦公室的網路連線等都可稱之為一個區網。由於網路目前在社會很普遍，提供網際網路的服務廠商也有很多。其中如今網寬頻（页面存档备份，存于）、宅急網 （页面存档备份，存于）、亞訊寬頻 （页面存档备份，存于） 都屬於社區網路廠商。
社區網路通常為二類電信租借一類電信線路，分流給社區住戶使用，因為省下許多建置網路成本，對用戶收取費用也較便宜。選擇社區網路廠商時，主要可以比較各家的QoS頻寬管理技術。